# Konrad Schäfer
Konrad Wilhelm Philip Schäfer  est un médecin allemand.

## Biographie
Il est né le 7 janvier 1911 à Mulhouse. Il étudie à l'université de Munich et Berlin. Il est promu en 1937. Il travaille au laboratoire Schering AG. En 1941 il travaille pour l'armée de l'air à Jüterbog puis au camp de Dachau. En 1942, il fait des tests sur la soif avec des détenus. En 1944, il travaille à l'Institut de recherche de médecine aéronautique du ministère de l'Air du Reich.    
Il est l'un des accusés au procès des médecins mais il est acquitté le 20 août 1947. De 1947 à 1951, il est au service de la base aérienne de l'US Air Force de Randolph à San Antonio au Texas.